# Chitrangada Singh
Pour les articles homonymes, voir Singh.
Chitrangada Singh née le 30 mars 1976 est une actrice de cinéma indienne qui travaille principalement a Bollywood. Elle joue dans des films comme Yeh Saali Zindagi, Hazaaron Khwaishein Aisi, Desi Boyz, Inkaar, I, Me Aur Main et Baazaar. 

## Biographie
Chitrangada Singh est née dans une famille de Jats hindous à Jodhpur, Rajasthan. Sa mère s'occupe de la maison et son père, Niranjan Singh est officier de l'armée indienne. Chitrangada grandit à Kota, Rajasthan, ainsi qu'à Bareilly et Meerut dans l'Uttar Pradesh. Son frère Digvijay Singh Chahal est un golfeur. 
Elle fréquente une école de filles à Meerut et le Lady Irwin College à New Delhi.

## Carrière
Son apparition dans la vidéo de la chanson "Sunset Point" de Gulzar attire l'attention des médias. Elle apparaît ensuite dans un autre clip, cette fois du chanteur Abhijeet Bhattacharya. 
Ses débuts en tant qu'actrice sont dans le film Hazaaron Huishayn Aisi, réalisé par Sudhir Misra en 2003. Sa performance dans le film est très appréciée. Selon The Washington Post, l'actrice se distingue pour avoir donné au film « un sens profond de la décence et de la dignité ». 
Elle fait une pause de 2005 à 2008,. En 2008, elle revient sur scène avec le rôle principal de la comédie romantique Sorry Bhai! aux côtés de Sanjay Suri. La sortie du film, qui a coïncide avec les attentats terroristes de Mumbai en 2008, n'a pas vraiment de succès au box-office.
En 2011, Chitrangada apparaît dans le film Desi Boyz, réalisé par le débutant Rohit Dhawan, fils du réalisateur David Dhawan, où elle joue le rôle d'une professeure d'économie aux côtés d'acteurs Akshay Kumara, John Abraham et Deepika Padukone. La même année, dans le film de Sudhir Mishra Yeh Saali Zindagi, Singh joue le rôle d'une aspirante chanteuse de Delhi qui se rend à Mumbai pour obtenir la gloire et de l'argent. Les autres personnages principaux sont interprétés par Irfan Khan, Arunoday Singh et Aditi Rao Hydari. Le film est acclamé par la critique et a un succès modéré au box-office. 
En 2012, elle rejoint le tournage du Joker, réalisé par Shirish Kunder, où elle fait une apparition spéciale lors de la chanson Kafirana. Son film suivant est I, Me Aur Main (2013) film d'un réalisateur novice Kapil Sharma, avec John Abraham et Prachi Desai dans les rôles principaux. Elle est à nouveau réunie avec son mentor Sudhir Mishra pour un court métrage Kirchiyaan et pour le film Inkaar en 2013. En 2015, elle interprète de nouveau une chanson avec Akshay Kumar pour la deuxième fois dans son film, Gabbar is Back.

## Vie privée
Chitrangada Singh était mariée au golfeur Jyoti Randhawa. Ils se sont séparés en 2013, puis ont divorcé officiellement en avril 2014. Le couple a un fils, Zorawar ; sa garde est accordée à Chitrangada,.

## Filmographie
| Année | Titre                            | Langue | Rôle            |
| ----- | -------------------------------- | ------ | --------------- |
| 2003  | Hazaaron Khwaishein Aisi (en)    | hindi  | Geeta Rao       |
| 2005  | Kal: Yesterday and Tomorrow (en) | hindi  | Bhavana Dayal   |
| 2008  | Sorry Bhai! (en)                 | hindi  | Aaliya          |
| 2011  | Yeh Saali Zindagi (en)           | hindi  | Priti           |
| 2011  | Desi Boyz (en)                   | hindi  | Tanya Sharma    |
| 2012  | Joker                            | hindi  | Elle-même       |
| 2012  | Kirchiyaan (cy)                  | hindi  | Prostituée      |
| 2013  | Inkaar (en)                      | hindi  | Maya Luthra     |
| 2014  | Anjaan                           | Tamil  | Elle-même       |
| 2015  | Gabbar Is Back (en)              | hindi  | Elle-même       |
| 2017  | Munna Michael                    | hindi  | Juge            |
| 2018  | Soorma (en)                      | hindi  |                 |
| 2018  | Saheb, Biwi Aur Gangster 3 (en)  | hindi  | Suhani          |
| 2018  | Baazaar (en)                     | hindi  | Mandira Kothari |
| 2020  | Ghoomketu (en)                   | hindi  | Elle-même       |

## Récompenses et nominations
| Année | Film                     | Prix                        | Catégorie                                | Résultat   |
| ----- | ------------------------ | --------------------------- | ---------------------------------------- | ---------- |
| 2006  | Hazaaron Khwaishein Aisi | Prix du film de Bollywood   | Meilleure jeune actrice                  | Lauréat    |
| 2006  | Hazaaron Khwaishein Aisi | Producers Guild Film Awards | Meilleure actrice dans un rôle principal | Nomination |
| 2006  | Hazaaron Khwaishein Aisi | Screen Awards               | Meilleur espoir féminin                  | Nomination |
| 2006  | Hazaaron Khwaishein Aisi | Prix Zee Cine               | Meilleur espoir féminin                  | Nomination |